# .gg
gg. هو امتداد خاص بالعناوين الإلكترونية (نطاق) domain للمواقع التي تنتمي إلى جزيرة جيرنسي (في القنال الإنجليزي). بعض الناس يستخدمون كلمة gg بمعنى لعبة جيدة Good game وقد انتشرت بين لاعبي ألعاب الفيديو.